# Quantenpunkt
Quantenpunkte (englisch quantum dots, QDs) sind mesoskopische Systeme an der Schwelle zwischen der klassisch beschreibbaren makroskopischen Welt und dem den Gesetzen der Quantenmechanik gehorchenden Mikrokosmos (meso- griech. μέσο- ‚mittel, zwischen‘). Sie bestehen typischerweise in einer kleinen Region eines Halbleitermaterials mit Abmessungen im Bereich von 100 nm und werden daher auch Nanokristalle (engl. nanocrystals) genannt. Strukturen dieser Größenordnung heißen allgemein Nanostrukturen, zu denen z. B. Quantendrähte sowie Kohlenstoffnanoröhren gehören.
Ein System heißt mesoskopisch, wenn die Kohärenzlänge {\displaystyle L_{\phi }} eines Ladungsträgers größer oder gleich mit den Abmessungen {\displaystyle L} des Systems ist ({\displaystyle L_{\phi }\geq \ L}).
Die Kohärenzlänge ist die Distanz, die der Ladungsträger typischerweise im System zurücklegt, bevor durch Kopplung mit der Umgebung die Kohärenz verloren geht und der Ladungsträger damit seinen kohärenten quantenmechanischen Zustand verliert.
Ein Quantenpunkt besitzt eine nanoskopische Materialstruktur, meist aus Halbleitermaterial (z. B. InGaAs, CdSe oder auch GaInP/InP). Ladungsträger (Elektronen, Löcher) in einem Quantenpunkt sind in ihrer Beweglichkeit in allen drei Raumrichtungen so weit eingeschränkt, dass ihre Energie nicht mehr kontinuierliche, sondern nur noch diskrete Werte annehmen kann, wodurch Quantenpunkte mit einzelnen Atomen vergleichbare Quanteneffekte zeigen (siehe auch Effekt der Dimensionsreduktion). Das Spektrum eines Quantenpunkts gleicht dem eines Atoms, allerdings können beispielsweise Form, Größe und Zusammensetzung von Quantenpunkten oder ihr Ladungszustand (Anzahl der darin gefangenen Elektronen) beeinflusst werden. Dadurch lassen sich elektronische und optische Eigenschaften von Quantenpunkten maßschneidern. Je nach Herstellungsmethode besteht ein einzelner Quantenpunkt aus etwa 104 bis 106 Atomen.
Wegen ihrer diskreten Energiespektren werden Quantenpunkte häufig auch als künstliche Atome bezeichnet denn die Elektronen darin besitzen – genau wie in realen Atomen – quantisierte Zustände mit diskreten Energien. Der Unterschied zu natürlichen Atomen ist, dass die Energieniveaus sogar exakt durch die experimentellen Parameter einstellbar sind.
Quantenpunkte aus Halbleiterkristallen sind winzige, aus nur einigen zehntausend Atomen bestehende abgegrenzte Bereiche – noch hundertmal kleiner als die derzeitigen Bauelemente der Mikroelektronik. Mit ihren Abmessungen von nur wenigen Nanometern (millionstel Millimeter) besitzen diese ultrakleinen Systeme grundlegend neue physikalische Eigenschaften. Bereits bei Zimmertemperatur wirken Quantenpunkte als Käfige für Elektronen. Darin können sich die Ladungsträger nicht mehr frei bewegen, ihre Energie ist vollständig „quantisiert“. Quanteneffekte bestimmen in solchen Nanokristallen aus Halbleitermaterial das Verhalten. Dabei zeigen sich interessante Eigenschaften im elektrischen Transport und in der Wechselwirkung mit Licht.
Räumlich fixiert, können Quantenpunkte auf vielfältige Weise miteinander wechselwirken, so auch „künstliche Moleküle“ bilden. Gelingt es, mehrere einzelne Quantenpunkte in unmittelbarer Nähe zueinander anzuordnen, so dass Ladungsträger (v. a. Elektronen) über kohärente Tunnelprozesse von einem in den nächsten Quantenpunkt gelangen können, so spricht man von Quantenpunktmolekülen. stehend aus mehreren gekoppelten Quantenpunkten lassen sich herstellen.
Quantenpunkte können aus verschiedenen Materialien hergestellt werden, einschließlich Halbleitern, Metallen und organischen Molekülen. Die Eigenschaften eines Quantenpunkts hängen von seiner Größe, Form und Zusammensetzung ab, und sie können durch gezielte Veränderungen dieser Parameter gesteuert werden.
Im Jahr 2023 erhielten Moungi Bawendi, Louis Brus und Alexei Jekimow für ihre Forschungen auf diesem Gebiet den Nobelpreis für Chemie.

## Methoden zur Herstellung

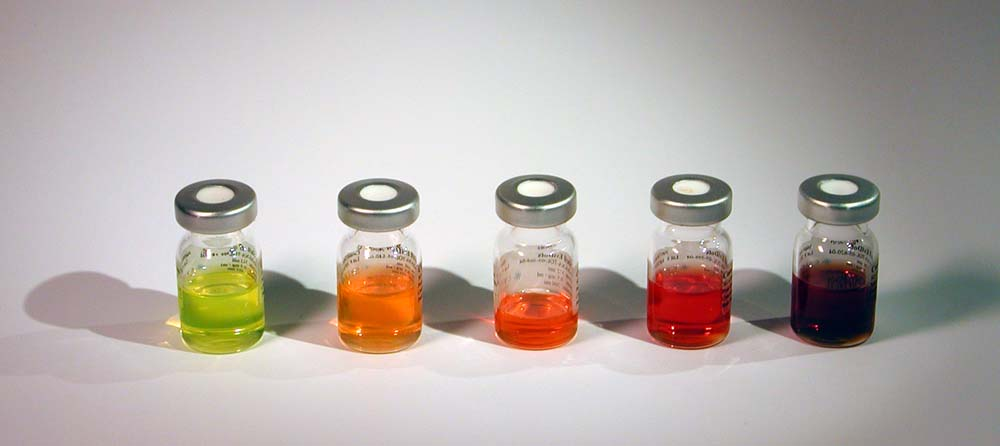
Kommerziell erhältliche, nasschemisch hergestellte Quantenpunkte in Lösung

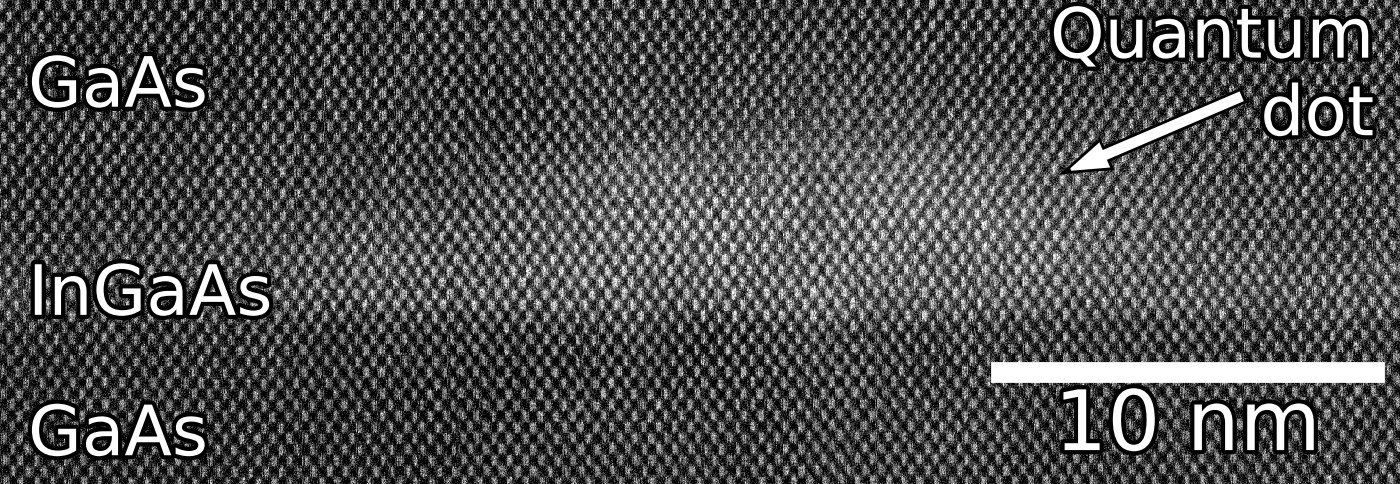
Transmissionselektronenbild (Querschnitt) eines epitaktisch hergestellten InGaAs-Quantenpunkts (Quantum dot) in GaAs in atomarer Auflösung

- Nasschemische Methoden: Die Nanopartikel, z. B. aus Cadmiumselenid oder Zinkoxid, liegen als kolloidale Teilchen in einem Lösungsmittel vor. Der eigentliche Quantenpunkt wird von weiteren Schichten zur Verbesserung der optischen Eigenschaften, Wasserlöslichkeit oder der Biokompatibilität umgeben.[6][7]
- Epitaxie (Molekularstrahlepitaxie oder Metallorganische Gasphasenepitaxie): selbstorganisierte Quantenpunkte bilden sich spontan aus sehr dünnen Schichten (wenige Atomlagen dick) an Grenzflächen zwischen verschiedenen Halbleiterschichten, zum Beispiel durch die Stranski-Krastanov- oder die Volmer-Weber-Methode. Die Ursache für diese Selbstorganisation liegt in den durch die verschiedenen Gitterkonstanten von Substrat und Quantenpunktmaterial entstehenden Verspannungen der Quantenpunktschicht und den Unterschieden ihrer Oberflächenenergien. Nach der ECS-Theorie (equilibrium crystal shape – Gleichgewichtskristallform) der Thermodynamik nimmt ein makroskopischer Körper mit gegebenem Volumen im thermodynamischen Gleichgewicht diejenige Form an, die seine freie Oberflächenenergie minimiert (Ostwald-Reifung). Dies führt dazu, dass sich ab einer gewissen Schichtdicke aus der Quantenpunktschicht kleine Erhebungen, sogenannte Inseln, bilden.  Dabei vergrößert sich zwar die Oberfläche (und damit die Oberflächenenergie), aber die Verspannung innerhalb der Inseln wird durch diesen Vorgang deutlich reduziert; dies stellt die Triebfeder der Inselbildung dar. Quantenpunkte werden dann durch Bedeckung der Inseln, meist mit dem gleichen Material wie unter den Inseln, erzeugt. Selbstorganisierte Quantenpunkte können frei von Defekten hergestellt werden.
- Lithographie: der Quantenpunkt wird mittels Elektronenstrahlen, Rasterkraftmikroskop oder ähnlichem auf ein Substrat 'geschrieben' und anschließend durch ein geeignetes Ätzverfahren (Nass-/Trockenätzen) 'freigelegt'. Die dadurch entstehenden Mesen können nun freistehend belassen oder, zur Verbesserung der elektronischen oder optischen Eigenschaften, wieder von einem geeigneten Halbleitermaterial, durch Aufwachsen einer weiteren Schicht, umschlossen werden. Während des Strukturierungsvorganges kann der Quantenpunkt auch mit elektrischen Zuleitungen versehen werden. Der Nachteil dieses Verfahrens besteht in der durch das Ätzen verursachten Anhäufung von Gitterdefekten, die zu verschlechterten elektronischen und damit auch optischen Eigenschaften des Quantenpunktes führt.
- In elektrostatisch definierten Quantenpunkten wird der dreidimensionale Einschluss der Ladungsträger durch eine Kombination von epitaktischen und lithografischen Methoden erreicht: an der Grenzfläche zwischen zwei Schichten von epitaktisch gewachsenem Halbleitermaterial  (z. B. GaAs auf AlGaAs) bildet sich aufgrund der unterschiedlichen Bandstruktur ein Quantentopf, die Bewegung der Elektronen ist auf die Grenzfläche beschränkt. Um sie nun auch in den verbleibenden zwei Dimensionen einzuschränken, werden (z. B. lithographisch) mikroskopische Elektroden auf das System aufgebracht. Durch Anlegen geeigneter Spannung an den Elektroden wird im Quantentopf ein Potentialminimum erzeugt, in dem einzelne Elektronen bei niedrigen Temperaturen (25 mK) eingefangen werden können. Elektrostatisch definierte Quantenpunkte unterscheiden sich in mehrerer Hinsicht von kolloidalen oder epitaktisch gewachsenen Quantenpunkten: sie sind größer (ca. 105 bis 106 Atome; Durchmesser von 100 bis 1000 nm in der Quantentopf-Ebene), sie können nur entweder positiv oder negativ geladene Ladungsträger einfangen, und der Einschluss ist schwächer, weshalb sie sich nur bei sehr niedrigen Temperaturen untersuchen lassen. Einzelne oder mehrere gekoppelte Quantenpunkte können deterministisch hergestellt werden; das verwendete Material kann spannungsfrei und mit sehr geringer Defektdichte hergestellt werden und die Elektroden erlauben die direkte elektronische Manipulation der gefangenen Ladungsträger.[8][9]

- Heiß-Injektionsmethode: Allerdings war die gezielte Herstellung solcher Quantenpunkte noch aufwendig und nur auf bestimmte Partikel beschränkt. 1993 entwickelte Moungi Bawendi vom Massachusetts Institute of Technology (MIT).erstmals eine Methode, durch die Quantenpunkte mit definierter Größe und hoher optischer Qualität hergestellt werden konnten. Für diese Synthese werden organometallische Verbindungen in ein heißes Lösungsmittel mit hoher Siedetemperatur injiziert. Bei einer abrupten Übersättigung der Lösung beginnen winzige Partikel auszukristallisieren. Durch schnelle Verringerung der Temperatur und Verdünnung lässt sich dieser Kristallisierungsprozess stoppen, aber auch weiterführen. Die von Bawendi und seinem Team entwickelte Heiß-Injektionsmethode ebnete den Weg zur Herstellung der Quantenpunkte in großem Maßstab.[10]

## Größenordnung
Die Größe des Quantenpunkts liegt im Bereich der De-Broglie-Wellenlänge des Elektrons, weil hier die Quanteneigenschaften zu Tage treten. Die De-Broglie-Wellenlänge {\displaystyle \lambda } eines Elektrons beträgt:
{\displaystyle \lambda ={\frac {h}{\sqrt {2\,m_{e}^{*}\,E}}}}
mit der Energie {\displaystyle E} bei Raumtemperatur {\displaystyle T}:
{\displaystyle E=k_{\mathrm {B} }\cdot T=1{,}38\cdot 10^{-23}{\frac {\mathrm {J} }{\mathrm {K} }}\cdot 300\,\mathrm {K} =4{,}14\cdot 10^{-21}\mathrm {J} }.
Damit ergibt sich:
{\displaystyle \lambda ={\frac {6{,}626\cdot 10^{-34}\,\mathrm {Js} }{\sqrt {2\cdot 9{,}109\cdot 10^{-31}\,\mathrm {kg} \cdot 4{,}14\cdot 10^{-21}\,\mathrm {J} }}}\approx 7{,}6\,\mathrm {nm} }.
Dieser Wert ist eine Näherung, da es sich in der Formel um die stoffspezifische effektive Elektronenmasse {\displaystyle m_{e}^{*}} handelt und somit auch die Wellenlänge materialabhängig ist.
Für Löcher ergibt sich durch die größere Masse {\displaystyle m_{h}^{*}} bei diesen Quantenpunktgrößen ein schwächeres Confinement. Das heißt, die linienartige Energiestruktur (Zustandsdichte 0D, siehe Effekt der Dimensionsreduktion) ist nicht so stark ausgeprägt.
Der Quantenpunkt bildet einen Potentialtopf, der ein quantenmechanisches Confinement darstellt, d. h. eine stärkere Lokalisierung der Wellenfunktion bewirkt.

## Spektrum
Am Beispiel von Kupferchlorid-Nanokristallen im Glas entdeckte 1979 Ekimov, dass sich das Spektrum des absorbierten Lichts in Abhängigkeit von der Größe der Kristallpartikel veränderte: Je kleiner die Nanokristalle waren, desto stärker war die Lichtfarbe in den blauen Bereich verschoben. Auch Louis Brus entdeckte 1983 unabhängig von Ekimov bei Experimenten mit Cadmiumsulfid-Partikeln in Lösung den Einfluss der Partikelgröße auf das Spektrum der angeregten Teilchen und stellte ein entsprechendes Modell auf. Solche größenabhängigen Quanteneffekte treten unterhalb einer Teilchengröße von fünf Nanometern auf. Der Zusammenhang ist in der Brus-Formel des Größenquantisierungseffektes gegeben.
Aufgrund der zuvor bestimmten Größe des Quantenpunktes bilden sich atomähnliche Zustände. Der Übergang vom klassischen Bändermodell der Halbleiterphysik zu den quantisierten Energieniveaus niederdimensionaler Festkörper ist dabei kontinuierlich und von der Stärke des Einschlusses bzw. der Beschränkung (engl. confinement) der Wellenfunktion des im Quantenpunkt befindlichen Ladungsträgers abhängig.
Das Spektrum eines Quantenpunktes folgt aus der abgestrahlten Energie bei der Rekombination der Ladungsträger. Erwartungsgemäß sollte das bei atomähnlich quantisierten Zuständen ein Linienspektrum sein; dies wird bei sehr tiefen Temperaturen auch beobachtet.

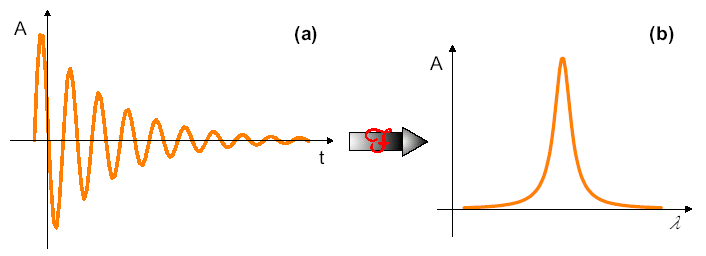
Der gedämpfte harmonische Oszillationsvorgang führt nach der Fourieranalyse (F) zu einer lorentzverbreiterten Linie im Frequenzraum

Allerdings treten bei Quantenpunkten verschiedene Effekte auf, die zu einer Verbreiterung von Emissionslinien führen. Die Dipolschwingung des Emissionsvorgangs, der zu einer spektralen Linie führt, stellt grundsätzlich einen gedämpften harmonischen Oszillator mit endlicher Dämpfung dar. Bei der Fouriertransformation der Einhüllenden vom Ortsraum der abgestrahlten Welle in den Frequenzraum erhält man eine Lorentzkurve, deren Breite von der Dämpfungskonstante abhängt. Man sagt, die Spektrallinien sind 'lorentzverbreitert'; dies entspricht einer homogenen Linienverbreiterung.
Ein Ensemble vieler Quantenpunkte hat demgegenüber als gemeinsames Spektrum eine Gaußkurve mit deutlich größerer Breite. Ursache ist die gaußförmige Größenverteilung der Quantenpunkte um einen statistisch häufig auftretenden Wert durch lokale Schwankungen beim Wachstumsprozess. Das gaußförmige Emissionsspektrum ist das Kennzeichen einer inhomogenen Linienverbreiterung: Quantenpunkte mit identischer Größe aus einem Ensemble emittieren jeweils homogen verbreiterte Spektren gleicher Wellenlänge; Quantenpunkte unterschiedlicher Größen emittieren jedoch bei leicht verschiedenen Wellenlängen. Die Überlagerung von vielen dieser spektralen Lorentzkurven unterschiedlicher Wellenlänge führt zu der Gaußverteilung.

### Linienverbreiterungsmechanismen
Man unterscheidet in homogene
- Lorentzverbreiterung
- Energie-Zeit-Unschärfe
- Ladungsträger-Exziton-Wechselwirkung (vor allem bei Typ-II-Quantenpunkten)[11]
- Geladene Quantenpunkte

und inhomogene Verbreiterungsmechanismen, wobei Letztere vor allem durch das Vorhandensein vieler Quantenpunkte in der Probe zustande kommt; hierdurch unterscheidet sich die lokale Umgebung der einzelnen Quantenpunkte und damit auch ihre Energiestruktur. Aber auch die Emissionslinie eines einzelnen Quantenpunkts ist meist inhomogen verbreitert. Die lokale Umgebung kann durch Umladung naher Defekte schnell veränderliche elektrische Felder aufweisen, die eine zeitlich meist nicht aufgelöste Änderung der Emissionswellenlänge bewirken. Diese sogenannte spektrale Diffusion tritt nur bei Proben mit sehr geringer Defektdichte nicht in Erscheinung. Als weiterer Effekt der Verbreiterung (insbesondere bei höheren Temperaturen) tritt die Wechselwirkung eines Quantenpunkts mit elastischen Schwingungen der Umgebung (Phononen) auf.

## Verwendung
Quantenpunkte sind aufgrund ihrer beeinflussbaren optischen und elektronischen Eigenschaften für viele Anwendungen von Interesse
- Farbstoff für Marker in der Fluoreszenzmikroskopie und Durchflusszytometrie
- LEDs, Displays, insbesondere zur Optimierung der Hintergrundbeleuchtung von Flüssigkristallanzeigen[15]
- Quantenpunkt-Leuchtdiode
- Quantenpunktlaser
- Einzelphotonenquelle
- Konstruktion von Quantengattern im Quantencomputing
- Quantenpunkt-Spinventil
- Bildsensoren für digitale Kameras[16]
- Ein-Elektron-Transistor
- Quantenpunkt-Solarzelle

### Fachartikel
- Quantenpunkt. In: Ulrich Kilian u. Christine Weber (Hrsg.): Lexikon der Physik. Spektrum Akademischer Verlag, 2003, ISBN 978-3-86025-296-3 (spektrum.de).
- Gerhard Abstreiter: Die Dimension macht den Unterschied. In: Physik Journal. Band 13, Nr. 8/9, 2014 (pro-physik.de).
- Dieter Bimberg: Der Zoo der Quantenpunkte. In: Physik Journal. Band 5, Nr. 8/9, 2006 (pro-physik.de).
- Stephanie M. Reimann, Matti Manninen: Electronic structure of quantum dots. In: Reviews of Modern Physics. Band 74, Nr. 4, 26. November 2002, S. 1283–1342, doi:10.1103/RevModPhys.74.1283 (englisch).
- Sven Rodt und Dieter Bimberg: Quantenpunkte: Künstliche Atome in Halbleitern. In: Welt der Physik. 28. April 2009 (weltderphysik.de).
- Dirk Eidemüller mit Andreas Wieck: Zentrale Rolle für das kommende Quanteninternet. In: Welt der Physik. 11. Dezember 2023 (weltderphysik.de).

### Fachbücher
- Peter Michler (Hrsg.): Single Semiconductor Quantum Dots (= NanoScience and Technology). Springer Berlin Heidelberg, Berlin, Heidelberg 2009, ISBN 978-3-540-87445-4, S. 52, doi:10.1007/978-3-540-87446-1.
- Peter Michler (Hrsg.): Quantum Dots for Quantum Information Technologies (= Nano-Optics and Nanophotonics). Springer International Publishing, Cham 2017, ISBN 978-3-319-56377-0, doi:10.1007/978-3-319-56378-7 (englisch).